# Kreuzungsschleusung

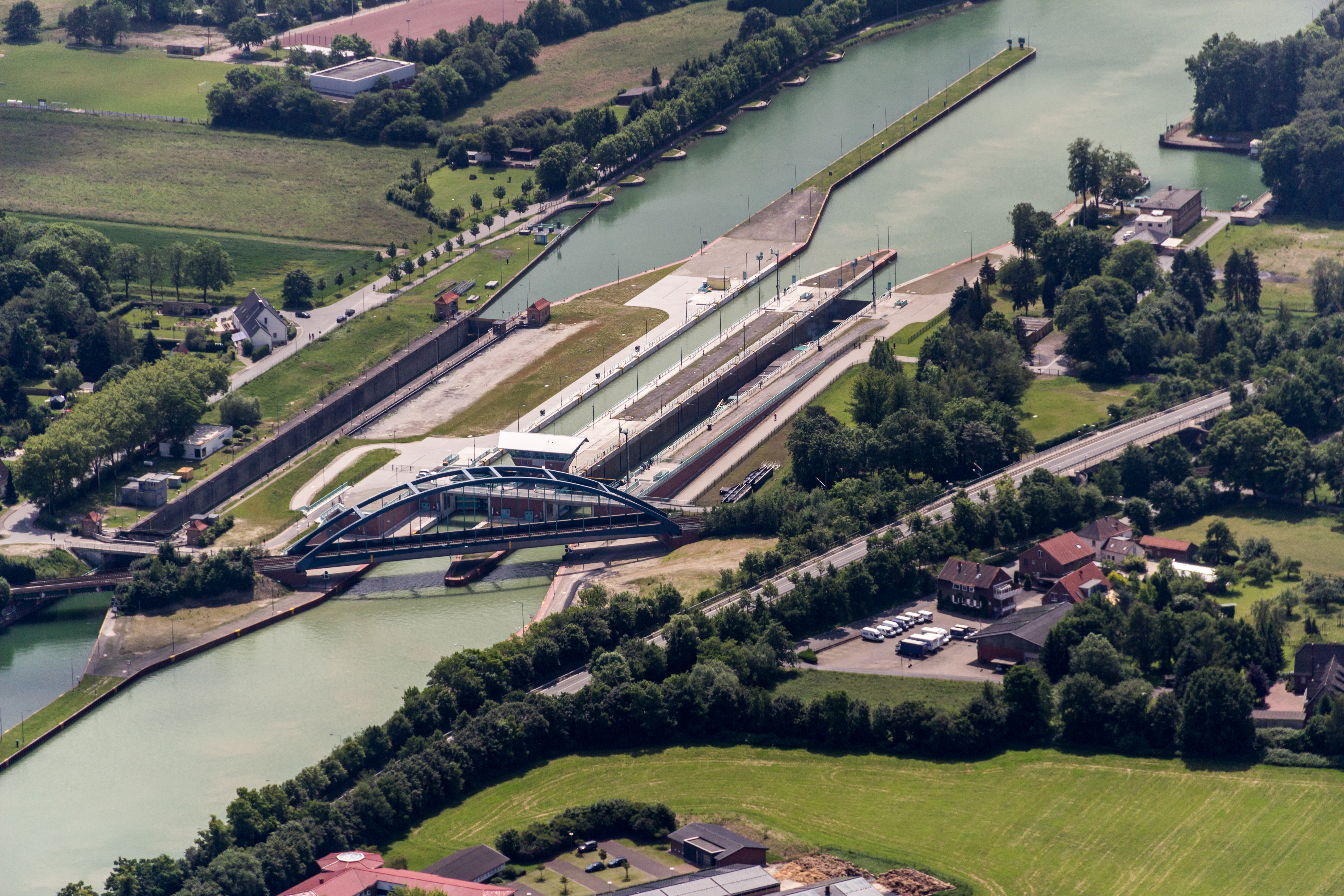
Zwillingsschleuse Münster – Die rechte Kammer (leer) wird mit dem Wasser der linken Kammer gefüllt, Die alte Schleuse ganz links ist stillgelegt

Als Kreuzungsschleusung wird der Vorgang einer Verkehrskreuzung in der Schifffahrt an einem Abstiegsbauwerk (z. B. Schleuse) verstanden. Sie bezeichnet zwei aufeinanderfolgende Schleusungen zu Berg und zu Tal oder in der umgekehrten Reihenfolge.
Wenn sich zwei Schiffe mit entgegengesetzter Fahrtrichtung an einer Schleuse begegnen kann je nach Füllstand der Schleuse nur ein Schiff in die Schleusenkammer einfahren. Um den Schleusenverlust zu minimieren, wird dasjenige Schiff aus dem Vorhafen in die Kammer einfahren können, wo das Schleusentor am Schleusenhaupt geöffnet ist. Da die Schleuse nur in einer Richtung genutzt werden kann, muss das andere Schiff auf den Abschluss der Schleusung des anderen warten. Erst danach kann dieses Schiff die Schleuse in umgekehrter Richtung nutzen. Mit Ausfahrt des zweiten Schiffs in den anderen Vorhafen ist die Kreuzungsschleusung beendet und der Ausgangszustand wieder hergestellt.
Der Zeitbedarf für die Schiffskreuzung an einer Schleuse ist abhängig von der Fallhöhe, dem Unterschied der Wasserstände im Ober- und Unterwasser. Dieser kann eine Stunde und mehr betragen. Der Zeitbedarf ist ein Maßstab für die Leistungsfähigkeit der Schleusenanlage.
Ein Sonderfall ist dabei die sogenannte Zwillingsschleuse mit zwei hydraulisch gekoppelten Kammern (wie die 2014 neugebaute Schleuse Münster). Hier ist eine gleichzeitige Schleusung zu Tal und zu Berg in zwei benachbarten Schleusenkammern möglich, wobei der Schleusenverlust durch Umleiten des Wassers von einer in die andere Kammer wie bei einer Sparschleuse auf 50 Prozent reduziert wird. Der Zeitbedarf für eine Kreuzungsschleusung ist in so einem Fall deutlich geringer und entspricht der Dauer einer Einzelschleusung.